# Історичні церкви
Істори́чні церкви́ — узагальнювальний термін для позначення тих християнських церков, котрі зберегли апостольське спадкоємство (що розуміється як безперервний ланцюжок архієрейських хіротоній із часів апостолів до наших днів), і в своєму віровченні спираються як на Святе Письмо, так і на Святе Передання.
Історичними церквами прийнято вважати православну, католицьку та давньосхідні православні церкви. Інколи термін поширюють також на лютеранські, англіканські та старокатолицькі деномінації.